# Mikuláš Peksa
Mikuláš Peksa (* 18. června 1986 Praha) je český politik, v letech 2019 až 2024 poslanec Evropského parlamentu zvolený za Českou pirátskou stranu a předseda Evropské pirátské strany. V letech 2017 až 2019 byl poslancem Poslanecké sněmovny PČR, od dubna 2017 do listopadu 2019 působil jako místopředseda Pirátů.

## Život
Vystudoval Gymnázium Christiana Dopplera v Praze a následně biofyziku na Matematicko-fyzikální fakultě Univerzity Karlovy v Praze. V průběhu studia se specializoval na využití jaderné magnetické rezonance pro výzkum dynamiky tekutin v porézních materiálech.
Následně nastoupil na studium v postgraduálním studijním programu, který je založen na spolupráci UK v Praze a Universität Leipzig.
Mikuláš Peksa žije částečně v Praze a Litoměřicích. Mezi jeho zájmy patří kromě přírodních věd a IT také historie, filozofie, mezinárodní politika, LARPy a RPG.
Mluví plynně anglicky a německy, učí se francouzsky.

## Politické působení
Od roku 2013 je současně členem České pirátské strany a Pirátské strany Německa. Ve volbách do Evropského parlamentu v květnu 2014 kandidoval jako Mikuláš Pexa na 6. místě kandidátky České pirátské strany za Pirátskou stranu Německa. V dubnu 2017 byl zvolen čtvrtým místopředsedou strany, nahradil tak odvolaného Iva Vašíčka. V říjnu 2019 se přidal ke kritikům způsobů vnitrostranické komunikace jiného místopředsedy Jakuba Michálka. Když členská základna Michálkovo působení ve funkci potvrdila, sám odstoupil.
Ve volbách do Poslanecké sněmovny PČR v roce 2017 byl lídrem Pirátů v Ústeckém kraji. Získal 1 835 preferenčních hlasů a byl zvolen poslancem. V lednu 2018 obhájil na Celostátním fóru strany v Brně post místopředsedy.
V komunálních volbách v roce 2018 kandidoval jako člen Pirátů na 23. místě kandidátky subjektu „Zelení a Piráti“ do Zastupitelstva města Litoměřice, ale neuspěl. V komunálních volbách v roce 2022 již do zastupitelstva Litoměřic nekandidoval.
Ve volbách do Evropského parlamentu v květnu 2019 kandidoval na 3. místě kandidátky Pirátů. Získal 9 594 preferenčních hlasů a byl zvolen novým europoslancem. Na začátku června 2019 tak rezignoval na poslanecký mandát, nahradil jej František Navrkal.
V Evropském parlamentu se stal členem Výboru pro průmysl, výzkum a energetiku (ITRE), pro rozpočtovou kontrolu (CONT) a hospodářského a měnového výboru (ECON) i výboru pro koronavirovou pandemii (COVI). Také založil meziparlamentní skupinu na podporu Tibetu a v roce 2022 stál u zrodu neformální europarlamentní skupiny pro podporu regulované legalizace konopí – Legalise it EP.
V listopadu 2019 byl zvolen předsedou Evropské pirátské strany. O rok později byl jako předseda potvrzen, post předsedy Peksa obhájil i na jaře roku 2023. V červnu 2024 jej ve funkci vystřídal Florian Roussel.
Ve volbách do Evropského parlamentu v červnu 2024 neobhájil mandát europoslance ze 4. místa kandidátky Pirátů. Následně prohlásil, že se již nebude považovat za aktivního politika. Mandát europoslance mu vypršel v polovině července 2024. Po konci mandátu reaktivoval IT firmu, která těží open data o činnosti evropských institucí (hlasování, pracovní dokumenty, záznamy o lobbistických schůzkách) a monetizuje je.
V březnu 2025 se rozhodl vystoupit z České pirátské strany a zamířil do strany Volt, která působí napříč Evropou. Ta podle něj, na rozdíl od Pirátů, stále bojuje za ideály a snaží se o sjednocení Evropy. Ve sněmovních volbách v roce 2025 je volebním lídrem této strany.

## Kontroverze
V dubnu 2024 se Peksa účastnil předvolebního meetingu na téma legalizace marihuany v Budapešti, který pořádala Strana maďarského dvouocasého psa (pozorovatel v Evropské pirátské straně), kterou ve volbách do zastupitelstva vedla Krisztina Baranyi, proti jejímž antisemitským výrokům se již dříve ohradilo vícero židovských organizací v Maďarsku. Akce se konala v blízkosti Velké synagogy, přičemž vedle řečnického stolku, za kterým seděli Marietta Le a Mikuláš Peksa, byla i plastová replika posměšně reprezentující politika Tamáse Deutsche, který se otevřeně hlásí ke svému židovskému původu.
V červenci 2024 reagoval Peksa na svého stranického kolegu a ministra zahraničí Jana Lipavského, který na platformě X sdílel příspěvek týkající se jeho jednaní s izraelským ministrem zahraničí Jisra'elem Kacem, větou: „A řekl jsi mu taky, že je odpad lidstva?“, čímž odkazoval na údajné válečné zločiny během války Izraele s Hamásem, kterých se Izrael měl dopouštět v Gaze. Tento komentář si vysloužil kritiku u koaličních partnerů, odsoudil jej Marian Jurečka z KDU-ČSL, Markéta Pekarová-Adamová z TOP 09 i Barbora Urbanová ze STAN. Peksa na kritiku reagoval slovy: „Kolega Lipavský prohlásil, že pokud někdo bombarduje nemocnici s dětmi, že je odpad lidstva. Já měřím všem stejným metrem, pokud se takovýto humanitární incident stane na jakékoliv straně, vnímám to jako špatnou věc. Lidská práva jsou univerzální pro všechny.“